# Come to Where the Bitch Boys Are
Come to Where the Bitch Boys Are (jap. ヤリチン☆ビッチ部 Yarichin Bitch Bu) ist eine Manga-Serie der japanischen Zeichnerin Tanaka Ogeretsu. Die zunächst online erschienenen Geschichten erzählen von den Mitgliedern eines Sex-Klubs an einer Jungen-Oberschule. Die Boys-Love-Serie wurde in mehrere Sprachen übersetzt und als Original Video Animation adaptiert.

## Handlung
Der Oberschüler Takashi Tōno (遠野 高志) wechselt wegen eines beruflichen Umzug seines Vaters von Tokio auf eine Jungen-Oberschule mit Internat auf dem Land. Die Morimori-Oberschule liegt abgelegen im Wald und hat den Ruf einer Elite-Schule. In seiner Klasse ist der Städter Tōno ein Außenseiter, dem Kontakt zu anderen schwerfällt, doch der immer fröhliche Kyōsuke Yaguchi (矢口 恭介) spricht ihn von sich aus an und beide werden schnell Freunde. Doch Tōno muss sich auch in einen Schulklub einschreiben und wählt sich den Fotoklub aus. Der stellt sich zu seiner Überraschung als „Bitch-Klub“ heraus, in dem sich sexbesessene Schüler treffen und miteinander oder anderen Jungs – oder gar Lehrern – der abgelegenen und mädchenfreien Schule Sex haben. Auch für das Ausprobieren von neuen Sexspielzeugen wird der Klub genutzt und jedes der Klubmitglieder hat seine eigenen Vorlieben. 
Tōno und der ebenfalls neu und unbedarft eingetretene Yū Kashima (加島 優) werden gleich verpflichtet, innerhalb des ersten Monats mindestens einmal Sex zu haben. Andernfalls müssten sie einen Gangbang durch den Klub über sich ergehen lassen. Während der Schulalltag voranschreitet, sehen sich die beiden Neulinge immer wieder dem Drängen zum Sex und Übergriffigkeiten ausgesetzt. Tōno kommt auf den Gedanken, dass er es sich am ehesten mit dem süßen Yaguchi vorstellen kann. Als dann der Monat zu Ende ist und beide ihre Pflicht nicht erfüllt haben, rettet Kashima beide vor der Gruppenvergewaltigung, indem er behauptet, sie wären ein Paar. Sie sind damit von ihrer Last befreit – auch wenn die meisten im Klub merken, dass das Geständnis nur vorgetäuscht war. Später aber gesteht Kashima Tōno, dass er sich wirklich in ihn verliebt hat, wovon der zunächst nichts wissen will. Yaguchi wiederum scheint an Kashima interessiert zu sein, da er in seiner Umgebung verschämt reagiert und Kashima oft beobachtet. 
Tatsächlich sieht Yaguchi Kashima – der sein Cousin ist – als sein Vorbild, da der immer schon beliebt war. Yaguchi selbst täuscht seine Freundlichkeit nur vor und denkt hinter dem Rücken der anderen schlecht über sie. Als er Kashimas Gefühle für Tōno bemerkt, will er seinem Cousin den Geliebten wegschnappen, um erstmals gegen ihn zu „gewinnen“. Bei einem Ausflug der Schule in die nahen Berge gehen Yaguchi und Tōno im Wald bei Regen verloren und müssen in einem alten Schulgebäude Unterschlupf suchen. Unter dem Stress offenbart Yaguchi seinen schlechten Charakter und erzählt Tōno auch, dass er Kashima nur nachmacht. Der ändert zu Yaguchis Überraschung seine Meinung über ihn nicht und will die Freundschaft der beiden erhalten. Nach dem Schulausflug bemühen sich sowohl Kashima als auch Yaguchi, ihre Beziehung zu Tōno zu vertiefen. 

## Veröffentlichung
Die Geschichten werden von Tanaka Ogeretsu seit Juni 2012 auf der Online-Plattform pixiv veröffentlicht. Der Verlag Gentosha bringt die Kapitel seit März 2016 in bisher fünf Sammelbänden heraus. Der dritte Band verkaufte sich in den ersten beiden Wochen nach Veröffentlichung über 35.000 Mal in Japan und gelangte damit in die Manga-Verkaufscharts.
Eine deutsche Übersetzung von Monika Hammond erscheint seit Februar 2018 bei Egmont Manga in bisher fünf Bänden. Auf Englisch wird die Serie von Viz Media unter dem Label SuBLime herausgegeben, auf Italienisch von J-Pop und auf Chinesisch von Tong Li Publishing.

## Anime-Umsetzung
Ein Anime zum Manga wurde 2018 unter der Regie von Ai Yoshimura beim Studio Grizzly produziert. Das Drehbuch schrieb Noel Mizuki und das Charakterdesign entwarf Koji Haneda. Die Musik wurde komponiert von Shūji Katayama und die Leitung der Tonarbeiten hatte Shūji Katayama inne. Der Vorspann ist mit dem Lied Touch You von der Gruppe Shiritsu Morimori Gakuen Seishun Danshis unterlegt.
Die beiden je 25 Minuten langen Folgen wurden am 21. September 2018 als Original Video Animation veröffentlicht.

## Synchronisation
| Rolle            | japanischer Sprecher (Seiyū) |
| ---------------- | ---------------------------- |
| Takashi Tōno     | Yūsuke Kobayashi             |
| Kyōsuke Yaguchi  | Ayumu Murase                 |
| Yū Kashima       | Daiki Hamano                 |
| Jimmy            | Kentarō Kumagai              |
| Kōshirō Itome    | Masahiro Yamanaka            |
| Itsuki Shikatani | Masatomo Nakazawa            |
| Ayato Yuri       | Takuya Satō                  |
| Keiichi Akemi    | Tsubasa Yonaga               |
| Yui Tamura       | Yūki Ono                     |